# Willem Van den Eynde
Willem Van den Eynde (Herentals, 24 januari 1990) is een Belgisch wielrenner. Hij kwam een half seizoen uit voor het Amerikaanse Team Type 1. Van den Eynde heeft anno 2015 geen enkele professionele overwinning behaald.
Hij is een neef van oud-wielrenner Guy Vandijck.